# 傑爾達普國家公園

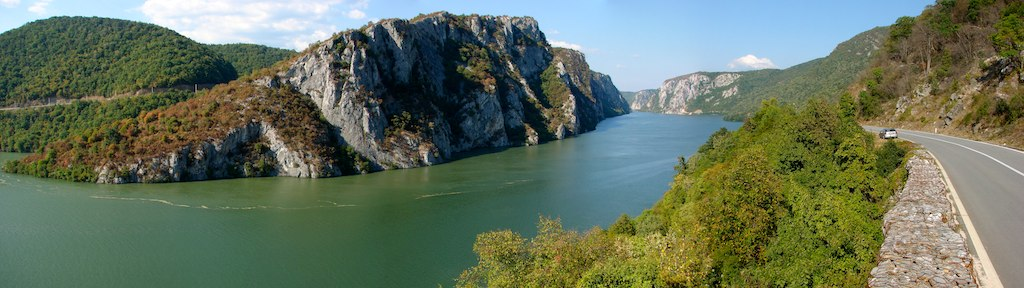
傑爾達普國家公園

傑爾達普國家公園是塞爾維亞鐵門地區的一個國家公園，範圍包括了多瑙河的右岸自戈卢巴茨要塞至諾維斯普的地區。這座國家公園設立於1974年，面積63,786.5 ha（157,620 acre）。

## 外部連結
- National park Djerdap （页面存档备份，存于）
- Kladovo town website （页面存档备份，存于）
- Djerdap national park on UNESCO （页面存档备份，存于）
- OpenStreetMap上有關傑爾達普國家公園的地理